# Tiergarten (Berlín)
|  | No confondre amb el parc de Tiergarten, que dona nom al barri |

Tiergarten és un barri (Ortsteil) del districte de Mitte a Berlín, la capital d'Alemanya. Destaca pel seu gran parc urbà homònim. Abans de la reunificació d'Alemanya, formava part de Berlín occidental. Fins a la reforma administrativa de Berlín de 2001, el barri de Tiergarten formava part del districte de Tiergarten juntament amb els barris de Hansaviertel i Moabit.

## Història

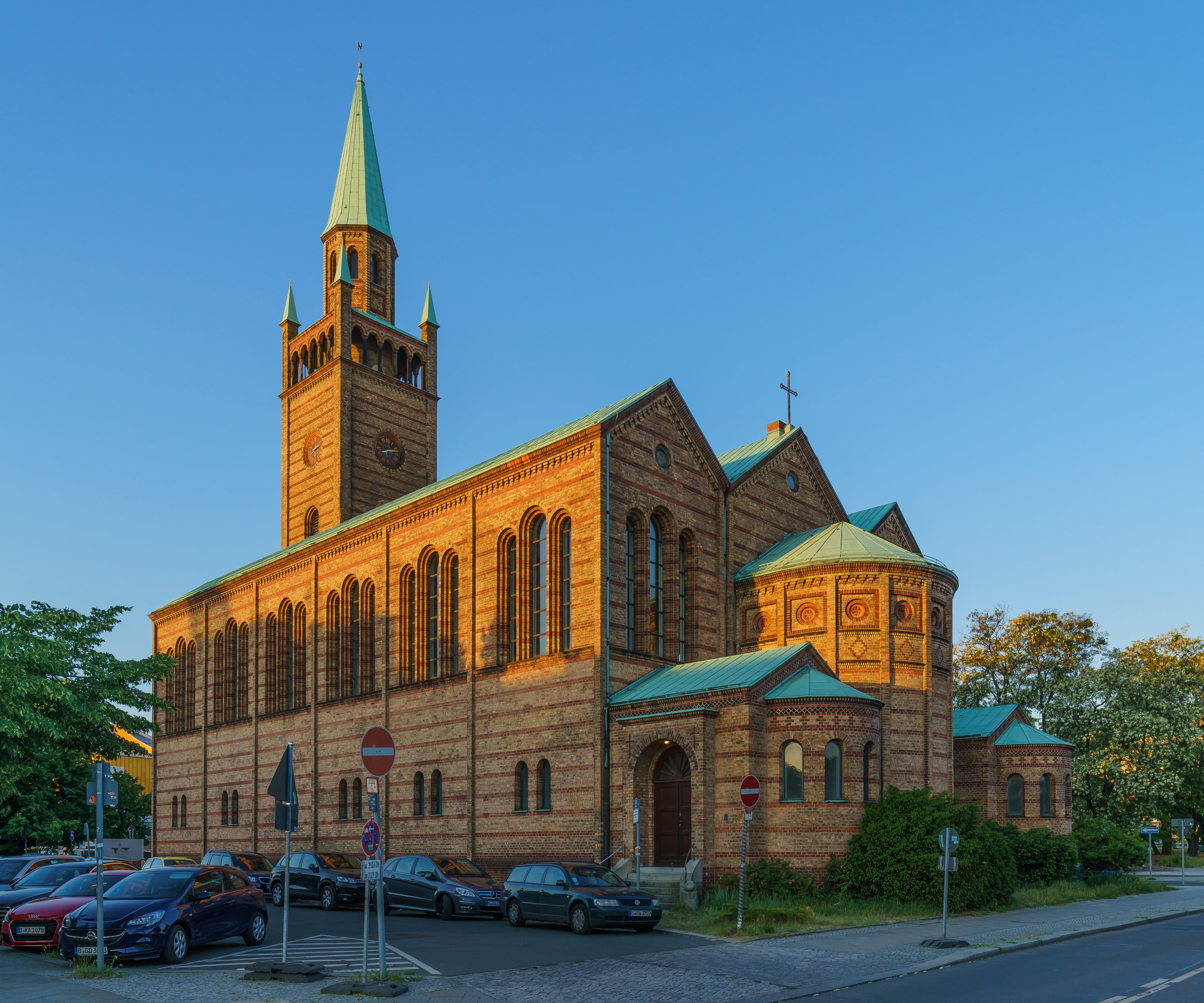
L'església de Sant Mateu

Antigament un terreny de caça dels electors de Brandenburg, el parc de Tiergarten d'avui va ser dissenyat a la dècada de 1830 per l'arquitecte paisatgista Peter Joseph Lenné. En el curs de la industrialització del segle xix, es va establir una xarxa de carrers al Pla Hobrecht en una àrea que es va conèixer arquitectònicament com Wilhelminischer Ring. El 1894 es va inaugurar l'edifici del Reichstag de l'arquitecte Paul Wallot com a seu del parlament alemany. L'espai entre el contemporani Haus der Kulturen der Welt i l'edifici Reichstag va ser el lloc on estava l'òpera de Krolloper, construïda el 1844, que va servir com a parlament després de l'incendi del Reichstag el 27 de febrer de 1933 i que va ser demolida per bombardejos aèries el 1943.
El 15 de gener de 1919, el socialista Karl Liebknecht va ser assassinat pels soldats de la Freikorps dins del parc prop del llac Neuer See. El cadàver de Rosa Luxemburg, assassinada el mateix dia, es va trobar al proper canal Landwehr l'1 de juny de 1919.
El primer Institut für Sexualwissenschaft (Institut per a la Investigació Sexual) de Magnus Hirschfeld estava situat a l'antic carrer In den Zelten, prop de l'Haus der Kulturen der Welt contemporani, des del 1919 fins que va ser tancat pels nazis el 1933.
Un lloc al costat del parc Tiergarten és l'antiga ubicació d'una vila al carrer Tiergartenstrasse 4 on més de 60 buròcrates i metges nazis van treballar en secret sota el programa "Aktion T4" per organitzar l'assassinat massiu a sanatoris i psiquiàtrics de malalts considerats indignes de viure. Un memorial nacional alemany a les persones amb discapacitat sistemàticament assassinats pels nazis es va dedicar el 2014 a Berlín en aquest lloc. A més, encara que la vila va ser destruïda, una placa situada al paviment del carrer Tiergartenstraße marca la seva ubicació i significat històric.
Després del 1944 el parc va ser en gran part deforestat, perquè va servir com a font de llenya per a la ciutat devastada. El 1945, la Unió Soviètica va construir un memorial de guerra al llarg de la Straße des 17. Juni, la principal artèria est-oest del Tiergarten, prop de la Porta de Brandenburg.

## Tiergarten actualment

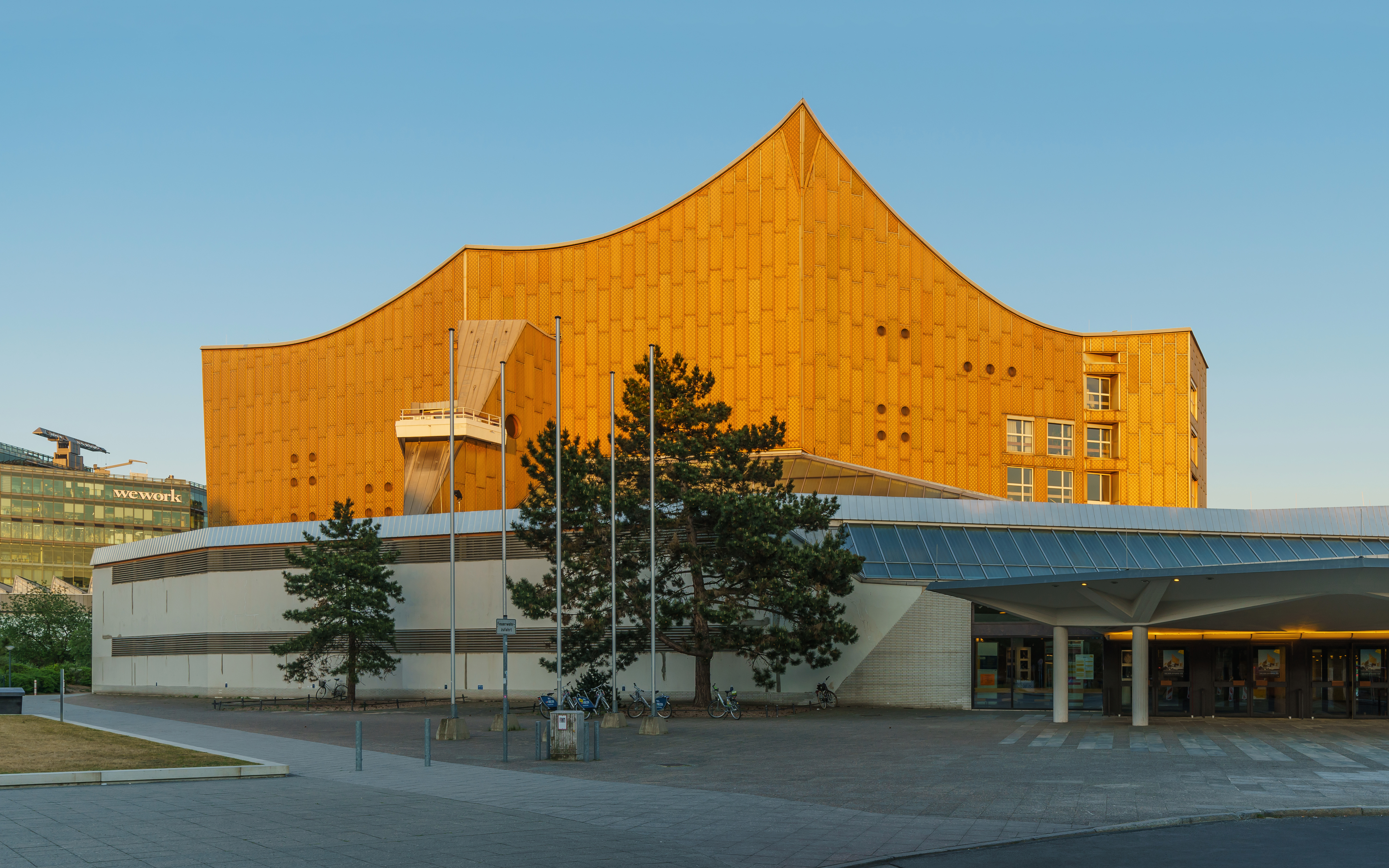
Berliner Philharmonie

El barri acull moltes institucions parlamentàries i governamentals, entre altres el Bundestag a l'edifici del Reichstag i la nova Cancelleria alemanya. La residència del president d'Alemanya, el Palau de Bellevue i el Carilló també es troben al parc de Tiergarten. Conté diverses escultures notables, incloent la columna de la Victòria de quatre nivells (Siegessäule), el Memorial de Bismarck i diversos altres monuments a prominents generals prussians, tots ells ubicats al parc cerimonial davant el Reichstag abans de ser traslladats a la seva ubicació actual pel nazis. A més, les avingudes per a vianants que surten de la Columna de Victòria contenen diverses escultures cerimonials d'aristòcrates prussians.
La Porta de Brandenburg i la Potsdamer Platz es troben al costat oriental del barri, a l'antiga frontera entre Berlín oriental i occidental. A prop hi ha el Kulturforum que s'estén des de la Berliner Philharmonie, una sala de concerts de 1963 de l'arquitecte Hans Scharoun i la seu de l'Orquestra Filharmònica de Berlín a la Neue Nationalgalerie, construïda per Ludwig Mies van der Rohe el 1968. També s'hi pot trobar l'església neoclàssica de Sant Mateu de 1845 de Friedrich August Stüler, la Gemäldegalerie així com la nova seu de la Biblioteca Estatal de Berlín (Staatsbibliothek).
L'àrea adjacent entre el parc i el canal Landwehr és la seu de 1932 Shell-Haus d'Emil Fahrenkamp, de nombroses ambaixades i del Bendlerblock on el 1944 Claus von Stauffenberg i els conspiradors del complot del 20 de juliol van ser afusellats. Avui, l'edifici és la segona oficina del Ministeri Federal de Defensa. A prop hi ha la seu de la Unió Demòcrata Cristiana, la Fundació Konrad Adenauer i les acadèmies de la Fundació Friedrich Ebert, així com l'Arxiu Bauhaus i les escoles secundàries Französisches Gymnasium i Canisius-Kolleg. L'àrea oest adjacent amb el límit amb Charlottenburg alberga el Zoo de Berlín.